# Jimmy Haslam
James Arthur "Jimmy" Haslam III, född den 9 mars 1954 i Knoxville i Tennessee, är en amerikansk företagsledare som är styrelseordförande för både Pilot Company och dess dotterbolag Pilot Flying J. Han är också delägare av Cleveland Browns i National Football League (NFL) sedan 2012, delägare av Columbus Crew i Major League Soccer (MLS) sedan 2019 samt delägare av Milwaukee Bucks i National Basketball Association (NBA) sedan 2023. Han var även delägare av Browns divisionsrival Pittsburgh Steelers mellan 2008 och 2013.
Den amerikanska ekonomitidskriften Forbes rankade 2021 Haslam som den 310:e rikaste amerikanen med en förmögenhet på $3,7 miljarder.
Haslam avlade en kandidatexamen i marknadsföring vid University of Tennessee. Han är son till företagsledaren Jim Haslam och bror till Bill Haslam, som var guvernör i Tennessee 2011–2019.